# 淤上乡
淤上乡，是中华人民共和国浙江省丽水市庆元县下辖的一个乡镇级行政单位。

## 行政区划
淤上乡下辖以下地区：
淤上村、山根村、吾田头村、涂坑村、外童村、石坝村、蒲潭村、坑口村、高山湾村、局下村、塘根村和长砻村。